# Eugène Godard
 (juin 2022).
La mise en forme du texte ne suit pas les recommandations de Wikipédia : il faut le « wikifier ».
Les points d'amélioration suivants sont les cas les plus fréquents. Le détail des points à revoir est peut-être précisé sur la page de discussion.
- Les titres sont pré-formatés par le logiciel. Ils ne sont ni en capitales, ni en gras.
- Le texte ne doit pas être écrit en capitales (les noms de famille non plus), ni en gras, ni en italique, ni en « petit »…
- Le gras n'est utilisé que pour surligner le titre de l'article dans l'introduction, une seule fois.
- L'italique est rarement utilisé : mots en langue étrangère, titres d'œuvres, noms de bateaux, etc.
- Les citations ne sont pas en italique mais en corps de texte normal. Elles sont entourées par des guillemets français : « et ».
- Les listes à puces sont à éviter, des paragraphes rédigés étant largement préférés. Les tableaux sont à réserver à la présentation de données structurées (résultats, etc.).
- Les appels de note de bas de page (petits chiffres en exposant, introduits par l'outil «  Source ») sont à placer entre la fin de phrase et le point final[comme ça].
- Les liens internes (vers d'autres articles de Wikipédia) sont à choisir avec parcimonie. Créez des liens vers des articles approfondissant le sujet. Les termes génériques sans rapport avec le sujet sont à éviter, ainsi que les répétitions de liens vers un même terme.
- Les liens externes sont à placer uniquement dans une section « Liens externes », à la fin de l'article. Ces liens sont à choisir avec parcimonie suivant les règles définies. Si un lien sert de source à l'article, son insertion dans le texte est à faire par les notes de bas de page.
- La présentation des références doit suivre les conventions bibliographiques. Il est recommandé d'utiliser les modèles {{Ouvrage}}, {{Chapitre}}, {{Article}}, {{Lien web}} et/ou {{Bibliographie}}. Le mode d'édition visuel peut mettre en forme automatiquement les références.
- Insérer une infobox (cadre d'informations à droite) n'est pas obligatoire pour parachever la mise en page.

Pour une aide détaillée, merci de consulter Aide:Wikification.
Si vous pensez que ces points ont été résolus, vous pouvez retirer ce bandeau et améliorer la mise en forme d'un autre article.
Pour les articles homonymes, voir Godard.
Eugène Godard est un célèbre aéronaute français, né à Clichy le 26 août 1827, mort à Bruxelles le 9 septembre 1890.

## Biographie
Fils d'un maître-maçon, il entre en 1841 à la petite école du Conservatoire des Arts et métiers. Il y réalise de solides études et se destine à la carrière d'architecte lorsque la passion de voler en ballon le prend en 1845. Cette année-là, après avoir assisté au décollage d'un ballon libre à gaz, Eugène construit sa première montgolfière, qui ne décolle pas. À partir de 1846, il conçoit et lance à Paris avec succès plusieurs montgolfières. En 1847, il part avec son frère Louis à Lille. Le 17 octobre, Eugène réalise sa toute première ascension libre en montgolfière et commence sa carrière professionnelle d'aéronaute-constructeur.
En 1849, Eugène se rend à Bordeaux et y rencontre Charles Green, célèbre aéronaute anglais, qui le persuade de voler en ballon gonflé au gaz d'éclairage. Eugène construit alors le Ville de Bordeaux. Engagé en 1850 à l'Hippodrome situé place de l'Étoile, à Paris, Eugène y exécutera un très grand nombre d'ascensions jusqu'en 1869. Le 6 octobre 1850, à bord du Ville-de-Paris, Eugène réalise son premier grand vol, de Paris à Gits (Belgique). En 1852, il construit pour Henri Giffard l'enveloppe de son premier dirigeable à vapeur. En 1853, il ascensionne à Vienne et survole pour la première fois les Alpes autrichiennes. Il est le deuxième aéronaute à survoler les Alpes en ballon. En 1854, il fait une série d'ascensions pour le mariage de l'Empereur François-Joseph d'Autriche. Il signe à cette occasion un contrat avec le gouvernement autrichien pour, en cas de guerre, construire des ballons, organiser des compagnies d'aérostiers militaires et exécuter des ascensions d'observation. François-Joseph, reconnaissant, le nomme « Aéronaute de l'Empereur d'Autriche ». En août 1855, Eugène quitte la France, avec sa femme et son frère Auguste, et se rend aux États-Unis. Il y restera jusqu'en 1858 mais fait quelques vols en France en 1857 avec Nadar qui, en 1858, effectuera à son bord ses premières photographies aériennes. Eugène réalise de nombreuses ascensions notamment à New York, La Nouvelle-Orléans, Saint-Louis, Louisville, Cincinnati, San Francisco, etc. Il vole également à Cuba en montgolfière.
Après une ascension très périlleuse réalisée à bord du ballon l'Américain lors d'une tempête à Cincinnati, Eugène invente le panneau de déchirure qui permet de dégonfler instantanément une enveloppe de ballon. le 8 septembre 1856, Eugène réalise la première ascension libre humaine au Québec et la première ascension avec passager au Canada avec un ballon construit par lui, le Canada. En 1859, Eugène part avec sa famille en Italie pour participer à la guerre franco-autrichienne. L'empereur Napoléon III accepte ses offres de services et l'emploie comme aéronaute-observateur à bord de montgolfières. À partir de 1860, Eugène recommence à construire des ballons à air chaud muni d'une chaudière de son invention et connu sous le nom de « Montgodarfières ». En 1863, Napoléon III lui décerne le titre et le brevet d'« Aéronaute de l'Empereur ». À la fin de 1863, Eugène construit la gigantesque montgolfière l'Aigle pouvant contenir 14 000 mètres cubes d'air chaud. Nadar l'engage en 1863 pour élaborer le Géant qui, malheureusement, ne fera que des vols désastreux.
En 1864, son fils nait, prénommé aussi Eugène. Eugène II (1864 - 1910) sera également un célèbre aéronaute et constructeur de ballons. En 1866, Eugène invente un nouveau système de télégraphie optique, remarqué par les autorités militaires. En 1867, il exécute une très intéressante série d'ascensions scientifiques avec Camille Flammarion.
En 1870, lors de la déclaration de la guerre franco-prussienne, Eugène réalise des vols captifs d'observation à Paris. Le gouvernement provisoire de la Défense Nationale lui demande ensuite de construire des ballons pour la poste aérienne. Eugène s'installe dans la gare d'Orléans (gare d'Austerlitz) puis à partir de janvier 1871 dans la gare de l'Est. Avec l'aide de sa femme et de son frère Jules, il y construit 33 ballons, d'octobre 1870 à fin janvier 1871. Après le siège de Paris, il part s'installer à Nantes. Il publie en 1872 un pamphlet : De la Direction des ballons. Lettres à M. Dupuy de Lôme. Le 28 septembre 1873, en compagnie de son fils Eugène II, Eugène vole à Amiens (sa 1 055e ascension) et emmène avec lui Jules Verne. L'écrivain le mentionne d'ailleurs dans son roman Robur-le-Conquérant (chapitre II) et dans ses nouvelles Un drame dans les airs et Vingt-quatre minutes en ballon, cette dernière relatant le vol avec Eugène Godard. En 1878, Eugène est attaché comme aéronaute au grand ballon captif d'Henry Giffard aux Tuileries. À partir de 1884, il collabore avec son neveu Louis II et Gabriel Yon aux Grands Ateliers Aérostatiques du Champ-de-Mars, la plus importante manufacture aéronautique de la fin du XIXe siècle. En 1885, alors qu'il est directeur des Arènes du sport aéronautique, il organise la première compétition aérostatique en France. En 1888, il se fixe définitivement à Bruxelles et y meurt le 9 septembre 1890.
Au cours de sa longue et féconde carrière, de 1845 à 1890, Eugène Godard a construit environ 18 montgolfières et 50 ballons à gaz. Il a exécuté environ 1 500 ascensions dans une dizaine de pays, sur deux continents (Europe et Amérique). Il est détenteur de plusieurs records du monde (altitude, distance, durée)[réf. souhaitée].

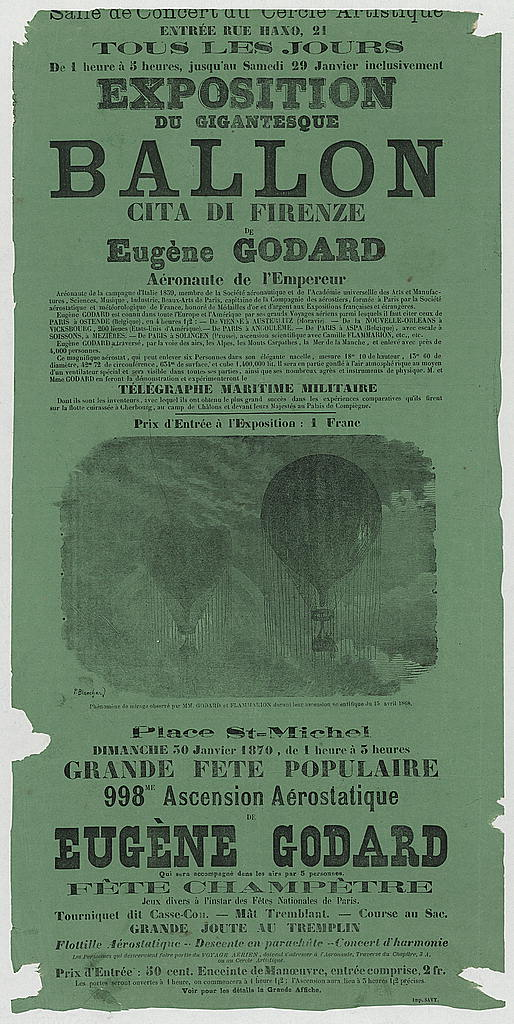
Exposition du ballon Cita di Firence à la Salle de Concert du Cercle Artistique puis sur la Place Saint-Michel Paris, 1870
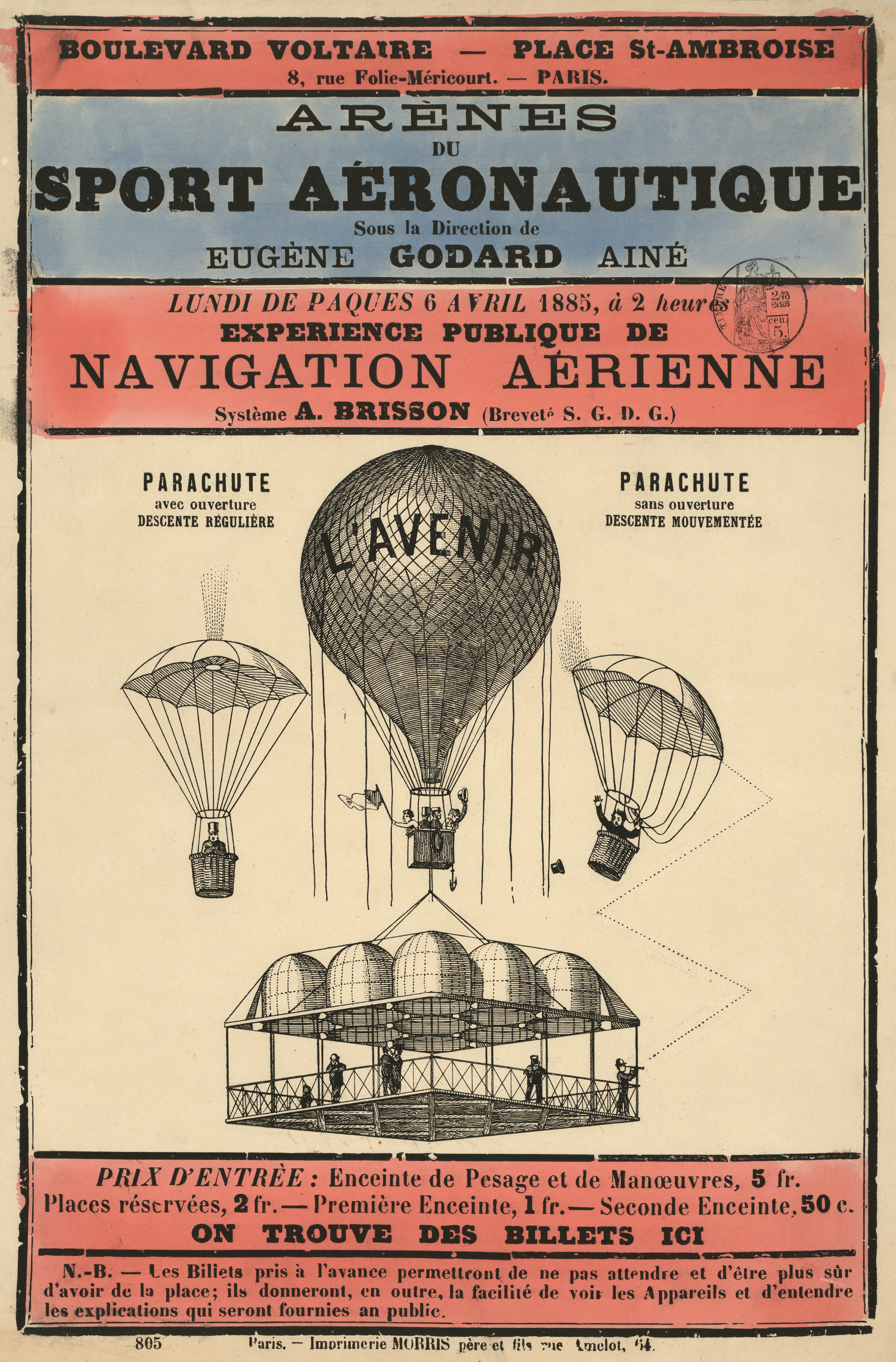
Expérience publique aux Arènes du sport aéronautique sous la direction de Eugène Godard Ainé Paris, 1885